# ロン・ネルソン
ロン・ネルソン（Ron Nelson、1929年12月14日 - 2023年12月24日）は、アメリカ合衆国の作曲家。

## 人物・来歴
イリノイ州ジョリエット出身。ニューヨーク州ロチェスターのイーストマン音楽学校で学士、修士、博士の称号を得た後、フルブライト奨学金でパリに留学し、エコールノルマル音楽院とパリ国立高等音楽・舞踊学校で学んだ。1956年、ロードアイランド州プロビデンスのブラウン大学の教員となり、1963年から1973年まで音楽学部の学部長を務め、1993年に引退した。管弦楽、吹奏楽、合唱作品は広く演奏されている。

## 主な作品
吹奏楽、管弦楽、室内楽といった編成の楽曲を作曲している。
楽譜は、Boosey & Hawkes社やLudwig社から出版されているが、未出版譜も存在する。

### 吹奏楽曲
- ロッキー・ポイントの休日（Rocky Point Holiday）1966
- サヴァンナ川の休日（Savannah River Holiday）1973
- 中世組曲（Medieval Suite）1982
- アスペン・ジュビリー（Aspen Jubilee）1984※ソプラノ独唱付き
- ペブルビーチ寄留（Pebble Beach Sojourn）1984※独奏オルガン付き
- 冬の始まりのためのモーニング・アレルヤ（Morning Alleluias for the winter solstice）1989
- テ・デウム・ラウダムス（Te Deum Laudamus）1991※合唱付き
- ラウズ（Lauds）1992
- パッサカリア~B-A-C-Hに敬意を表して~（Passacaglia~Homage on B-A-C-H）1992
- ソノラ砂漠の休日（Sonoran Desert Holiday）1993
- シャコンヌ（Chaconne~In Memoriam~）1994
- 主顕祭（Epiphany）1994
- 宮廷風のアリアと舞曲（Courtly Airs and Dances）1995

他